# Petkovići
Petkovići es un pueblo de la municipalidad de Donji Vakuf, en el cantón de Bosnia Central, Bosnia y Herzegovina.

## Superficie
Posee una superficie de 0,34 kilómetros cuadrados.

## Demografía
Hasta 1991 la población era de 34 habitantes.